# Isaac E. Holmes

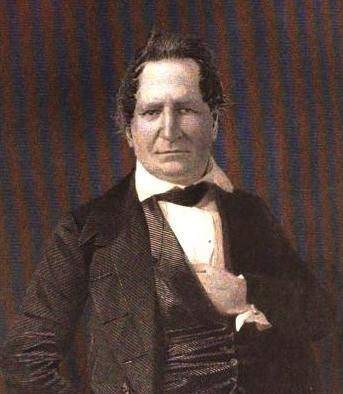
Isaac E. Holmes (1848)

Isaac Edward Holmes (* 6. April 1796 in Charleston, South Carolina; † 24. Februar 1867 ebenda) war ein US-amerikanischer Politiker. Zwischen 1839 und 1851 vertrat er den Bundesstaat South Carolina im US-Repräsentantenhaus.

## Werdegang
Isaac Holmes besuchte die öffentlichen Schulen seiner Heimat. Außerdem genoss er zeitweise eine private Erziehung. Danach studierte er bis 1815 am Yale College. Nach einem anschließenden Jurastudium und seiner im Jahr 1818 erfolgten Zulassung als Rechtsanwalt begann er in Charleston in seinem neuen Beruf zu arbeiten. Gleichzeitig begann er eine politische Laufbahn.
Holmes wurde zunächst Stadtrat in Charleston und gehörte dann von 1826 bis 1829 sowie nochmals von 1832 bis 1833 dem Repräsentantenhaus von South Carolina an. Politisch wurde er Mitglied der Demokratischen Partei. 1838 wurde er als deren Kandidat im vierten Wahlbezirk von South Carolina in das US-Repräsentantenhaus in Washington, D.C. gewählt, wo er am 4. März 1839 die Nachfolge von John K. Griffin antrat. Zwei Jahre später wurde er im fünften Distrikt zum Nachfolger von Francis Wilkinson Pickens gewählt. Seit 1843 vertrat er, erneut als Nachfolger von Pickens, den sechsten Bezirk. Insgesamt saß Holmes über sechs Legislaturperioden zwischen 1839 und 1851 für South Carolina im Kongress. In diese Zeit fielen der Mexikanisch-Amerikanische Krieg von 1848 und die damit verbundenen Gebietsgewinne der Vereinigten Staaten. Seine letzten Jahre im Kongress wurden von der Diskussion um die Frage der Sklaverei und die Ausweitung bzw. Einschränkung dieser Institution bestimmt. Zwischen 1843 und 1845 war Holmes Vorsitzender des Handelsausschusses. Zwischen 1847 und 1849 leitete er den Marineausschuss.
Nach dem Ende seiner Zeit im US-Repräsentantenhaus zog Isaac Holmes nach San Francisco in Kalifornien, wo er zwischen 1851 und 1854 als Anwalt arbeitete. 1857 kehrte er für kurze Zeit nach Charleston zurück. Von 1857 bis 1861 lebte Holmes erneut in San Francisco. Im Jahr 1861 kehrte er endgültig nach Charleston heim. Inzwischen hatte sich der Staat South Carolina aus der Union gelöst und sich den Konföderierten Staaten angeschlossen. Im Jahr 1861, noch vor Ausbruch des Bürgerkrieges, war Holmes Unterhändler der Staatsregierung von South Carolina, der mit der Bundesregierung über die offenen Fragen, die sich aus der Abspaltung des Staates ergaben, verhandeln sollte. Isaac Holmes starb am 24. Februar 1867 in seiner Heimatstadt Charleston.